# Henning Lohner
Pour les articles homonymes, voir Lohner (homonymie).
Henning Lohner, né le 17 juillet 1961, est un compositeur et réalisateur allemand, dont l'activité artistique englobe différents secteurs de l'audiovisuel.
Membre du Remote Controle Productions, groupe de compositeurs hollywoodiens fondé par Hans Zimmer, Henning Lohner est surtout connu en tant que compositeur de musiques de films et en tant que réalisateur du projet d'art vidéo raw material.

## Biographie
Fils d'émigrants allemands aux États-Unis, Henning Lohner grandit en Californie, non loin de Palo Alto et de l’université Stanford où son père, le Pr. Dr. Edgar Lohner, enseigne la littérature comparée, et sa mère, Dr Marlene Lohner, née Clewing, enseigne la littérature allemande. Il a un frère, Peter, avocat et producteur de films.
Lohner décide de poursuivre ses études en Allemagne et, en 1987, il se diplôme à l'université de Francfort en musicologie, histoire des arts et langues romanes. En 1982, il suit pendant un an des cours au Berklee College of Music de Boston, étudiant l'improvisation jazz avec Gary Burton et la composition pour musiques de films avec Jerry Goldsmith et David Raksin.
En 1985, lors de l'année européenne de la musique, il obtient une bourse d'études du « Centre Acanthes », qui lui permet d'étudier la composition musicale avec le renommé compositeur grec Iannis Xenakis, que Lohner considérera tout au long de sa vie comme son mentor.
Parallèlement à ses études, Lohner devient l'assistant du compositeur allemand Karlheinz Stockhausen en 1984. C'est d'ailleurs en travaillant sur l'opéra "Licht" de ce dernier, à La Scala de Milan, qu'il est introduit au monde de l'audio-visuel.
Quelques années plus tard, sur la recommandation de Stockhausen, Lohner se rend à Paris pour travailler comme conseiller musical et assistant réalisateur de Louis Malle, sur le film Milou en mai (1989-90, avec Michel Piccoli). S'ensuivent des participations en tant qu'apprenti à l'oratorio multimédia de Steve Reich The Cave (1990) et au projet théâtral Goethe Faust I+II (1990-1992) de Giorgio Strehler.
L'engagement de Lohner dans les domaines de la musique et du théâtre contemporains ainsi que dans les films d'avant-garde lui valent l'attention de Frank Zappa, qui l'invite à venir travailler avec lui en Californie. Lohner collaborera avec Zappa jusqu'à la mort de ce dernier en 1993, lançant et coproduisant le dernier concert de Zappa, The Yellow Shark, l'album du même nom et l'album Civilisation, Phase III. Les deux albums sont le fruit d'une collaboration avec l'Ensemble Modern, groupe de musique contemporaine de Francfort.
De 1995 à 1997, d'importants musées européens vont accueillir les installations vidéos "raw material", imposant Lohner comme un artiste multimédia. Il continue cependant à se dédier à la composition et, avec l'aide de Hans Zimmer, il commence à composer des musiques de film, entrant ainsi à faire partie du Remote Control Productions en 1996. Depuis, Lohner partage son temps entre les deux disciplines.
Lohner vit et travaille à Los Angeles et à Berlin. Il est professeur associé à l'Académie de Musique et Théâtre de Zurich, maintenant ZHDK (Académie des Arts).

## Media Art
En 1989, Frank Zappa présente à Henning Lohner le cameraman Van Theodore Carlson pour réaliser "Peefeeyatko",, un film artistique-biographique sur la vie et l'œuvre de Zappa. Du travail sur "Peefeeyatko" naît une longue collaboration artistique entre les deux, qui dure encore aujourd'hui. Le film contient d'ailleurs les premiers exemples de leur matériel vidéo.
L'activité artistique de Lohner et Carlson va être fortement influencée par le compositeur, artiste et philosophe John Cage, avec lequel ils travaillent au début des années 1990, réalisant sa dernière œuvre, one 11 and 103,,. Ce « film sans sujet », comme le décrit John Cage, montre des mouvements de lumière dans une pièce vide, en noir et blanc, pendant 90 minutes. Le film n'est terminé que quelques jours avant la mort de John Cage, en août 1992.
En hommage à John Cage, Lohner et Carlson vont alors filmer The Revenge of the Dead Indians,, (1993), un film écrit et réalisé selon le système de composition de Cage.
L'installation audio-visuelle raw material vol 1-11 (1995) de Lohner et Carlson est exhibée en Europe lors d'importantes manifestations culturelles comme le Sonic Arts Festival de Rome, le Video Art Festival de Berlin, le Gemmente Museum de la Haye.
De tout le "raw material" rassemblé pendant plus de vingt ans de travail pour le cinéma et la télévision, Lohner extrait un catalogue d'images individuelles, appelées tout simplement "Moving Pictures". Chaque image est reproduite en boucle dans un cadre digital, à accrocher au mur comme un tableau. En dissociant l'image du contexte narratif d'un film, les "Moving Pictures" de Lohner et Carlson proposent un regard nouveau sur les images vidéo, transformant l'image elle-même en une véritable œuvre d'art.
Les "Moving Pictures" sont présentées pour la première fois en 2006, dans la prestigieuse galerie Springer & Winckler à Berlin. Depuis, les œuvres de Lohner ont été exposées dans le monde entier, du Centre Pompidou  de Paris au musée Guggenheim de New York, en passant par le San Francisco Museum of Modern Art, le Gulbenkian Museum de Lisbonne, la Galleria Traghetto à Rome et à Venise, sans oublier la National Art Gallery of Malaysia à Kuala Lumpur, la Mira Art Collection de Tokyo, la Kunsthalle à Emden, et bien d'autres encore.

## Musiques de films
En 1996, Henning Lohner déménage à Los Angeles pour travailler comme compositeur de musiques de film aux studios Media Ventures (aujourd'hui Remote Control Productions), fondés par le compositeur Hans Zimmer. Lohner commence en tant qu'apprenti de Hans Zimmer, travaillant sur des projets tels que Broken Arrow, Gladiator, La ligne rouge. Il compose ensuite les musiques additionnelles de films comme Spanglish et Le cercle, aboutissant à la collaboration des deux compositeurs allemands sur L'étoile de Laura, film d'animation allemand, ou Le Cercle 2, pour lequel Lohner reçoit 2 BMI Music Awards. À ce jour (2010), Lohner a composé la bande sonore de plus de 50 films.
Bien qu'étant l'un des rares compositeurs allemands d'Hollywood, Lohner travaille régulièrement en Allemagne, sur des films comme Der grosse Bagarozy (1999, de Bernd Eichinger), Sternenfaenger (2000, réalisé par Nico Caro pour la World Expo 2000), L'Étoile de Laura (2004), Kleiner Dodo (2007) et Bloch (2010, de Jan Schuette).
Les musiques de Henning Lohner s'adaptent à plusieurs genres, des films pour enfants (la série L'Étoile de Laura) aux comédies romantiques ("Marcello Marcello"), drames ("Love comes lately"), comédies ("Incident au Loch Ness" de Werner Herzog) et films d'horreur ("Hellraiser : Deader", "Mimic: Sentinel", "Timber Falls", etc.).
La nouvelle bande originale composée par Lohner pour le film muet classique Les Mains d'Orlac a été jouée à la Ghent Opera House, en Belgique, lors de l'International Film Festival en 2001, proposant une nouvelle approche à la fusion entre musique de concert et film.

## Films
Introduit à la télévision publique allemande par Stockhausen, en 1988 Lohner commence à produire et réaliser des documentaires culturels, principalement des portraits d'artistes influents et de scientifiques, comme le réalisateur Abel Ferrara, les scientifiques Edward Lorenz et Murray Gell-Mann, le philosophe Noam Chomsky, les peintres Ellsworth Kelly et Gerhard Richter, le styliste Karl Lagerfeld.
Aujourd'hui, Henning Lohner a réalisé plus de 100 courts-métrages et 40 documentaires.
En 1993, il a été sélectionné pour représenter l'Allemagne au "Input" International Television Conference.
Outre que pour The Revenge of the Dead Indians et one 11 and 103, Lohner est principalement connu pour des films tels que The Alphabet of Shapes (1994, sur Benoît Mandelbrot et la Géométrie Fractale), Les Prairies de la Mer (1995, sur Jacques Cousteau et Louis Malle), Créer (ou crever)  (titre original : Dennis Hopper: Spiel oder stirb, 2003, sur l'acteur, réalisateur et artiste Dennis Hopper), et "Ninth November Night" (2004, sur l'installation du peintre Gottfried Helnwein en commémoration du Reichskristallnacht, reconnu par l'Academy of Motion Picture Arts and Sciences en 2005).

## Récompenses et nominations
- 2006 BMI Film Music Award pour Le Cercle 2
- 2006 BMI London Film Music Award pour Le Cercle 2
- 2005 Academy Award Shortlist, catégorie: Meilleur court documentaire pour Ninth November Night [21]
- 1994 Silver Apple Award al National Educational Film Festival of the USA pour one 11 and 103
- 1991 Nomination & Runner-Up au premier International Music Film Awards, Cannes, Frane

## Filmographie (sélection)
| 1994 - The Alphabet of Shapes 1995 - Dennis Hopper: L.A. Blues 1998 - Der Eisbär (avec Klaus Badelt) - Les mains d'Orlac (nouvelles musiques composées pour le film muet de 1925)) 1999 - Der grosse Bagarozy (avec Stephan Zacharias) 2000 - Sternenfänger - ”Fear” 2002 - 666 – Traue keinem, mit dem du schläfst! - Le cercle - The Ring (musiques additionnelles pour Hans Zimmer) 2003 - Ancient Warriors - Barstow - Créer (ou crever) ("Dennis Hopper : Spiel oder stirb") - Der Weg nach Murnau - Fahrerﬂucht - God Is No Soprano - Mimic: Sentinel 2004 - Incident au Loch Ness - La torcedura - L'étoile de Laura (avec Hans Zimmer et Nick Glennie-Smith) - Ninth November Night - No More Souls: One Last Slice of Sensation - Les étoiles brillent toujours (Sterne leuchten auch am Tag) - Spanglish (musiques additionnelles pour Hans Zimmer) - Suiyô puremia: sekai saikyô J horâ SP - Nihon no kowai yoru 2005 - BloodRayne - Der Kreml - Im erzen Russlands - Hellraiser: Deader - Pas de ciel au-dessus de l'Afrique (Kein Himmel über Afrika) - Prinz und Paparazzi - Santa’s Slay - Le cercle - The ring 2 2006 - Magnitude 10.5 - L'apocalypse - La foret en feu (“Firestorm : Last Stand at Yellowstone”) - Lauras Weihnachtsstern 2007 - Fetch - Kleiner Dodo (série télévisée) - Love Comes Lately - King Rising, au nom du Roi (In the Name of the King: A Dungeon Siege Tale) - Timber Falls 2008 - Be Like Others - Kleiner Dodo - Marcello Marcello - Shuttle - Lauras Stern und der geheimnisvolle Drache Nian (avec Guy Cuyverts) - Night Train - Saiba from Bhopal - Turtle : The Incredible Journey ("L'incroyable odyssée", titre DVD) 2010 - Bloch - Bhopali - Lauras Stern und die Traummonster - Detour | 1988 - Stockhausen: Lichtwerke 1990 - Stockhausen: Michaels Reise 1991 - Karl Lagerfeld und die Musik 1992 - 22708 Types - Dennis Hopper as Collector and Artist - Dixieland Jazzfestival Enkhuizen 1993 - United Jazz & Rock Ensemble in Concert 1994 - Gerhard Richter: 30 Years of Painting - The Alphabet of Shapes 1995 - Dennis Hopper: L.A. Blues - Les Prairies de la Mer (avec Jacques Cousteau et Louis Malle) 1996 - The Modern String Quartet 1997 - Hollywood Halloween 1998 - Musik im Spiegel der Gefühle 2000 - German Hollywood Dreams 2003 - Créer (ou crever) (Dennis Hopper: Spiel oder stirb) 2004 - Ninth November Night 1991 - Peefeeyatko (avec Frank Zappa) 1992 - one 11 and 103 (réalisé avec John Cage) 1993 - The Revenge of the Dead Indians (avec Heiner Müller, Yoko Ono, Rutger Hauer, Marvin Minsky, Edward Lorenz, Ellsworth Kelly) 1994 - The Black Box of Culture (avec Brian Eno) 1995-1996 - Lohner&Carlson’s „raw material, vol. 1 - 11“ (installation audiovisuelle pour 11 écrans et moniteurs audio) 1996 - In a Metal Mood (starring Pat Boone, avec: Deep Purple, Iron Maiden, Judas Priest, Metallica, Motörhead, Ozzy Osbourne, Sepultura, Venom) 1990-dato - Lohner&Carlson’s „raw material: moving pictures“ (installation vidéo pour toiles digitales) |